# Liste des paquebots de la Compagnie générale transatlantique
Dans cette liste des paquebots de la Compagnie générale transatlantique, les dates indiquées correspondent à la période pendant laquelle le navire navigua pour la compagnie.

## Par ordre alphabétique
- Haut – A
- B
- C
- D
- E
- F
- G
- H
- I
- J
- K
- L
- M
- N
- O
- P
- Q
- R
- S
- T
- U
- V
- W
- X
- Y
- Z

### A
- Abd El-Kader 1880-1922
- Afrique 1881-1900
- Ajaccio 1881-1901
- Amérique 1873-1895
- Antilles 1913-1937
- Antilles 1953-1971
- Athlete 1894-1936
- Atlantique 1870-1873

- Haut – A
- B
- C
- D
- E
- F
- G
- H
- I
- J
- K
- L
- M
- N
- O
- P
- Q
- R
- S
- T
- U
- V
- W
- X
- Y
- Z

### B
- Bastia 1881-1900
- Biskra 1916-1933
- Bretagne 1936-1939

- Haut – A
- B
- C
- D
- E
- F
- G
- H
- I
- J
- K
- L
- M
- N
- O
- P
- Q
- R
- S
- T
- U
- V
- W
- X
- Y
- Z

### C
- Cacique 1862-1881
- Canada 1875-1908
- Caraïbe 1866-1882
- Caravelle 1908-1927
- Carthage 1910-1915
- Champlain 1932-1940
- Charles-Quint 1880-1888
- Charles-Roux 1909-1936
- Chicago 1908-1928
- Colombie 1874-1887
- Colombie 1931-1964
- Commandant-Quéré 1948-1967
- Comté de Nice 1966-1969
- Corse 1966-1969
- Cuba 1923-1945
- Cyrnos 1948-1966

- Haut – A
- B
- C
- D
- E
- F
- G
- H
- I
- J
- K
- L
- M
- N
- O
- P
- Q
- R
- S
- T
- U
- V
- W
- X
- Y
- Z

### D
- Darien 1866-1870
- Duc de Bragance 1889-1921
- Duc d'Aumale    1913-1950
- De La Salle     1921-1943
- De Grasse       1924-1953
- De Grasse       1971-1973

- Haut – A
- B
- C
- D
- E
- F
- G
- H
- I
- J
- K
- L
- M
- N
- O
- P
- Q
- R
- S
- T
- U
- V
- W
- X
- Y
- Z

### E
- Espagne 1910 - 1934
- Eugène-Péreire 1888-1929
- Europe 1865-1874

- Haut – A
- B
- C
- D
- E
- F
- G
- H
- I
- J
- K
- L
- M
- N
- O
- P
- Q
- R
- S
- T
- U
- V
- W
- X
- Y
- Z

### F
- Ferdinand-de-Lesseps 1879-????
- Figuig 1916-1934
- Flandre 1914-1940
- Flandre 1952-1968
- Floride 1862-1874
- Fournel 1880-1916
- France  1864-1910
- France (I)  1912-1934
- France (II) 1962-1979
- Fred-Scamaroni (I) 1948-1953
- Fred Scamaroni (II) 1966-1969
- Frédéric-Frank 1912-1917

- Haut – A
- B
- C
- D
- E
- F
- G
- H
- I
- J
- K
- L
- M
- N
- O
- P
- Q
- R
- S
- T
- U
- V
- W
- X
- Y
- Z

### G
- Gascogne 1949-1952
- Général Chanzy 1892-1910
- Gouverneur Général Chanzy 1922-1963
- Gouverneur Général De Gueydon 1924-1942
- Gouverneur Général Grévy 1922-1943
- Gouverneur Général Jonnart 1923-1944
- Guadeloupe 1870-1889
- Guadeloupe 1907-1915
- Guadeloupe 1929-1936
- Guyane 1865-1980

- Haut – A
- B
- C
- D
- E
- F
- G
- H
- I
- J
- K
- L
- M
- N
- O
- P
- Q
- R
- S
- T
- U
- V
- W
- X
- Y
- Z

### H
- Haïti 1914-1929

- Haut – A
- B
- C
- D
- E
- F
- G
- H
- I
- J
- K
- L
- M
- N
- O
- P
- Q
- R
- S
- T
- U
- V
- W
- X
- Y
- Z

### I
- Île de France 1927-1959
- Impératrice Eugénie 1865-1870
- Isaac-Pereire 1880-1906

- Haut – A
- B
- C
- D
- E
- F
- G
- H
- I
- J
- K
- L
- M
- N
- O
- P
- Q
- R
- S
- T
- U
- V
- W
- X
- Y
- Z

### K
- Kléber 1880-1901

- Haut – A
- B
- C
- D
- E
- F
- G
- H
- I
- J
- K
- L
- M
- N
- O
- P
- Q
- R
- S
- T
- U
- V
- W
- X
- Y
- Z

### L
- L'Aquitaine 1899-1906
- La Bourdonnais 1920-1934
- La Bourgogne 1886-1898
- La Bretagne 1886-1912
- La Champagne 1886-1915
- La Corse 1881-1906
- La Dives 1915-1918
- La Gascogne 1886-1912
- La Lorraine 1900-1922
- La Navarre 1893-1925
- La Normandie 1883-1912
- La Provence 1906-1916
- La Savoie 1901-1927
- La Touraine 1891-1923
- Labrador 1875-1923
- Lafayette 1864-1903
- Lafayette 1915-1928
- Lafayette 1930-1938
- Lamoricière 1921-1942
- Liberté 1950-1962
- Lou Cettori 1881-1906
- Louisiane 1862-1875

- Haut – A
- B
- C
- D
- E
- F
- G
- H
- I
- J
- K
- L
- M
- N
- O
- P
- Q
- R
- S
- T
- U
- V
- W
- X
- Y
- Z

### M
- Macoris 1920-1934
- Malvina 1881-1910
- Maréchal Bugeaud 1890-1927
- Maréchal Canrobert 1881-1892
- Maroc 1951-1956
- Marrakech 1914-1951
- Martinique 1869-1892
- Martinique 1903-1932
- Méditerranée 1970-1971
- Meknès 1914-1940
- Mercury (?-1913)
- Mexique 1915-1940
- Minotaure 1929-1958
- Mohamed Es Sadock 1881-1886
- Moïse 1880-1923
- Montréal 1905-1917

- Haut – A
- B
- C
- D
- E
- F
- G
- H
- I
- J
- K
- L
- M
- N
- O
- P
- Q
- R
- S
- T
- U
- V
- W
- X
- Y
- Z

### N
- Napoléon 1959-1969
- Napoléon III 1866-1873
- Niagara 1910-1930
- Normandie 1935-1942
- Nouveau Monde 1865-1874

- Haut – A
- B
- C
- D
- E
- F
- G
- H
- I
- J
- K
- L
- M
- N
- O
- P
- Q
- R
- S
- T
- U
- V
- W
- X
- Y
- Z

### O
- Olinde Rodrigues 1878-1905
- Oregon 1917-1921
- Oudjda 1917-1929

- Haut – A
- B
- C
- D
- E
- F
- G
- H
- I
- J
- K
- L
- M
- N
- O
- P
- Q
- R
- S
- T
- U
- V
- W
- X
- Y
- Z

### P
- Panama 1866-1876
- Paris  1921-1939
- Pellerin de Latouche 1923-1936
- Péreire 1866-1888
- Pérou 1908-1934
- Pologne 1921-1932
- Président Dal Piaz 1929-1944
- Puerto Rico 1914-1929

- Haut – A
- B
- C
- D
- E
- F
- G
- H
- I
- J
- K
- L
- M
- N
- O
- P
- Q
- R
- S
- T
- U
- V
- W
- X
- Y
- Z

### Q
- Québec 1905-1917

- Haut – A
- B
- C
- D
- E
- F
- G
- H
- I
- J
- K
- L
- M
- N
- O
- P
- Q
- R
- S
- T
- U
- V
- W
- X
- Y
- Z

### R

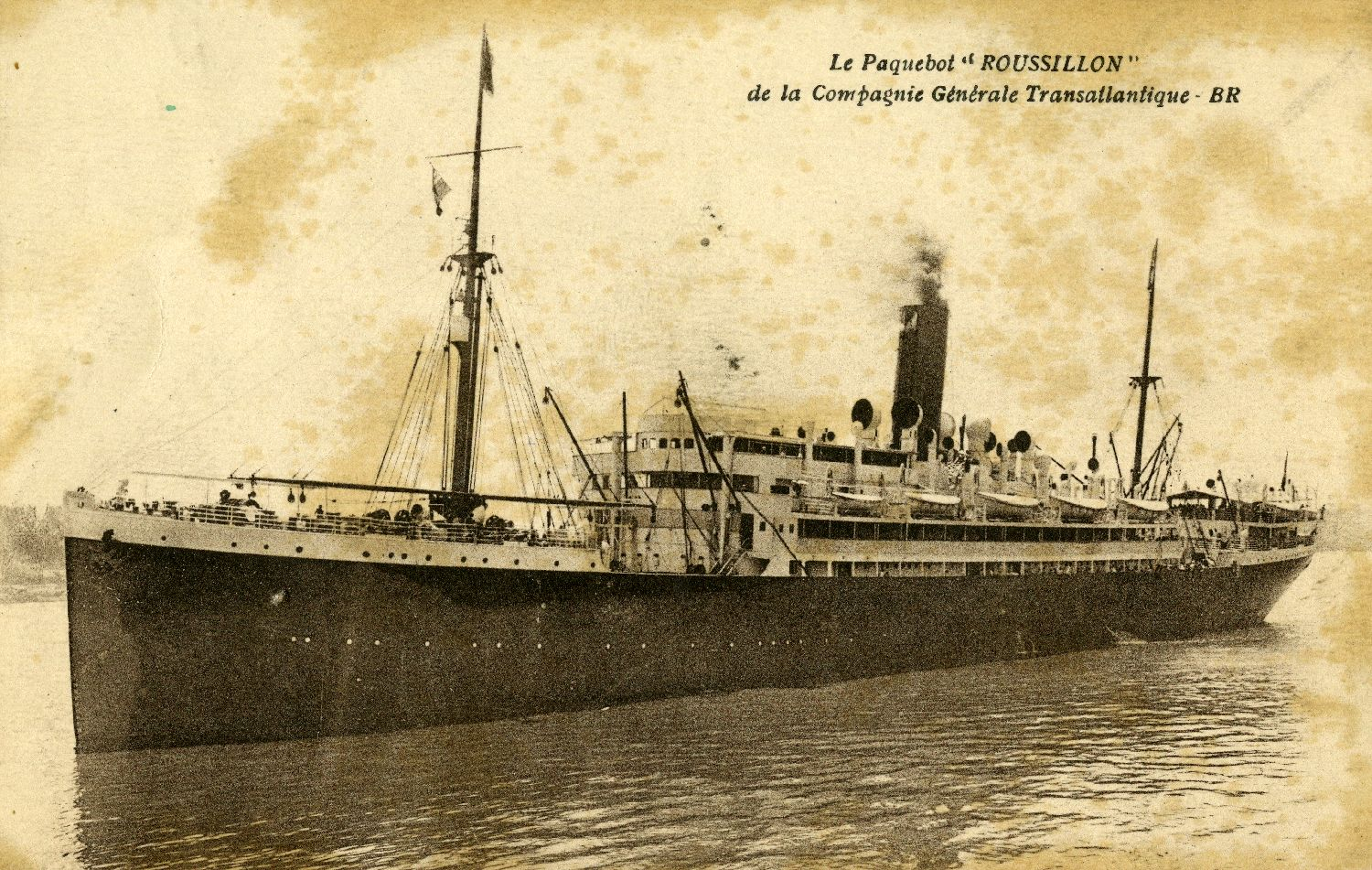
Le Roussillon en 1930

- Rochambeau 1911-1934
- Roussillon 1920-1931

- Haut – A
- B
- C
- D
- E
- F
- G
- H
- I
- J
- K
- L
- M
- N
- O
- P
- Q
- R
- S
- T
- U
- V
- W
- X
- Y
- Z

### S
- Saint-Augustin 1880-1913
- Saint-Domingue 1879-1916
- Saint-Domingue 1932-1949
- Saint-Germain 1876-1907
- Saint-Laurent 1866-1902
- Saint-Raphaël 1906-1934
- Saint-Simon 1878-1905
- Salvador 1879-1914
- Sampiero Corso 1951-1966
- Savoie II 1940-1942
- Suffren 1923-1928

- Haut – A
- B
- C
- D
- E
- F
- G
- H
- I
- J
- K
- L
- M
- N
- O
- P
- Q
- R
- S
- T
- U
- V
- W
- X
- Y
- Z

### T
- Tampico 1862-1869
- Timgad 1911-1939
- Titan 1894-1957

- Haut – A
- B
- C
- D
- E
- F
- G
- H
- I
- J
- K
- L
- M
- N
- O
- P
- Q
- R
- S
- T
- U
- V
- W
- X
- Y
- Z

### V
- Venezuela 1876-1911
- Venezuela 1912-1920
- Vera Cruz 1862-1869
- Versailles 1889-1914
- Ville d'Ajaccio 1948-1960
- Ville d'Alger 1890-1921
- Ville d'Alger 1935-1966
- Ville d'Oran 1880-1921
- Ville d'Oran 1954-1965
- Ville de Barcelone 1880-1951
- Ville de Bône 1880-1931
- Ville de Bordeaux 1871-1899
- Ville de Bordeaux 1956-1964
- Ville de Brest 1871-1899
- Ville de Madrid 1880-1921
- Ville de Marseille 1879-1902
- Ville de Marseille 1951-1969
- Ville de Mostaganem 1915-1915
- Ville de Naples 1882-1918
- Ville de Paris 1866-1888
- Ville de Rome 1882-1898
- Ville de Saint-Nazaire 1871-1897
- Ville de Sfax 1906-1913
- Ville de Tanger 1880-1910
- Ville de Tunis 1884-1923
- Ville de Tunis 1952-1967
- Ville du Havre 1873-1873
- Volubilis 1920-1931

- Haut – A
- B
- C
- D
- E
- F
- G
- H
- I
- J
- K
- L
- M
- N
- O
- P
- Q
- R
- S
- T
- U
- V
- W
- X
- Y
- Z

### W
- Washington 1864-1899

- Haut – A
- B
- C
- D
- E
- F
- G
- H
- I
- J
- K
- L
- M
- N
- O
- P
- Q
- R
- S
- T
- U
- V
- W
- X
- Y
- Z